# Municipio de Petapa
Municipio de Petapa är en kommun i Guatemala.   Den ligger i departementet Guatemala, i den södra delen av landet, 17 km söder om huvudstaden Guatemala City. Municipio de Petapa ligger vid sjön Lago de Amatitlán.